# Psychotria microgrammata
Psychotria microgrammata är en måreväxtart som beskrevs av Cornelis Eliza Bertus Bremekamp. Psychotria microgrammata ingår i släktet Psychotria och familjen måreväxter. Inga underarter finns listade i Catalogue of Life.